# Laïs d'Hykkara
Pour les articles homonymes, voir Laïs.
Laïs d'Hykkara, en grec ancien Λαίς / Laís (morte vers 340 av. J.-C.), est une courtisane grecque du IVe siècle av. J.-C., hétaïre.
Elle est souvent confondue avec Laïs de Corinthe, courtisane du Ve siècle av. J.-C. Comme les auteurs anciens dans leurs récits (généralement indirects) les confondent souvent ou n'indiquent pas à quoi ils se réfèrent, les deux sont devenus inextricablement liées.

## Biographie
Laïs est probablement née à Hykkara (aujourd'hui Carini) en Sicile et fut amenée enfant en Grèce après l'expédition du général grec  Nicias à Corinthe, vendue avec sa mère Timandra, une courtisane de l'homme d'État athénien Alcibiade.
Elle a clairement passé du temps à Athènes, peut-être grâce à son association avec le philosophe et élève de Socrate Aristippe de Cyrène, qui semble avoir écrit une œuvre sur elle.
Claude Élien raconte qu'elle a le surnom d'Axine (« tête de hache »), pour l'acuité de sa cruauté. Elle était une contemporaine et rivale de Phryné.
Elle tombe amoureuse d'un Thessalien nommé Hippostratus (ou Hippolochus) et part avec lui dans ce pays. Elle est lapidée jusqu'à la mort par un groupe de femmes de la région qui ont conspiré contre elle dans un temple d'Aphrodite vers 340 av. J.-C., car elles étaient jalouses de sa beauté. Sa tombe aurait été trouvée dans une rive du Pénée.